# Catedral de San Lorenzo Maiorano (Manfredonia)
La Catedral de San Lorenzo Maiorano  o simplemente Catedral de Manfredonia (en italiano: Cattedrale di San Lorenzo Maiorano) Es una catedral católica en Manfredonia en Italia, dedicada a San Lorenzo de Maiorano o de Siponto (italiano: Lorenzo Maiorano, o en latín: "Laurence Majoranus"), uno de los santos patrones de la ciudad. Antiguamente la sede archiepiscopal de la Arquidiócesis de Siponto, más tarde conocida como Manfredonia, ahora es la sede del Arzobispo de Manfredonia-Vieste-San Giovanni Rotondo.
La construcción de una catedral en Manfredonia, después de transferir aquí de la sede de los obispos de Siponto, comenzó el 7 de febrero de 1270 y terminó en 1274. El primer edificio fue destruido por los turcos en 1620 y no fue reconstruido hasta 1700, usando las ruinas de la antigua iglesia angevina bajo la autoridad del entonces obispo, Bartolomeo della Cueva, el cardenal Vincenzo Maria Orsini (más tarde el Papa Benedicto XIII) y Mons. Andrea Cesarano. Della Cueva modificó la entrada principal, trasladándola al extremo opuesto de la iglesia. También se construyeron los puestos de los canónigos y el altar mayor.

## Véase también

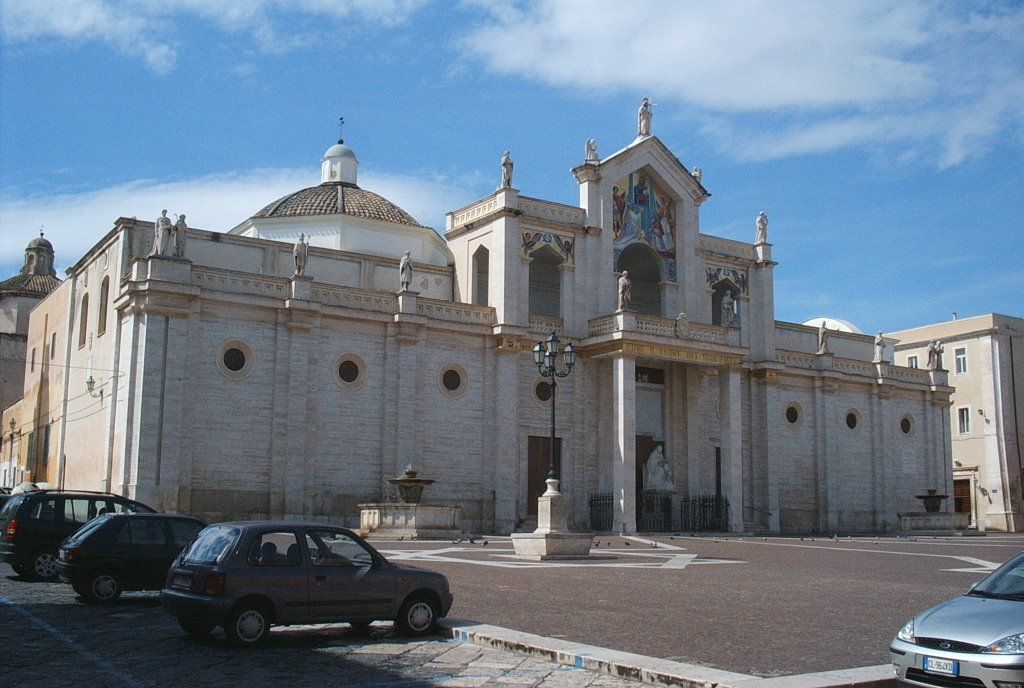
Otra vista del templo